# 民主回復国民会議
民主回復国民会議は、第4共和国下の韓国における民主化運動勢力の連帯組織で、1974年12月25日に発足した。略称は「国民会議」

## 概要
国民会議は「民主回復」を目標に掲げ、組織性格は「汎国民的な非政治的団体であり、政治活動ではない国民運動を展開する」と規定し、「自主・平和・良心」を行動綱領とした。　
朴正煕大統領による個人独裁体制、所謂「維新体制」に反対する民主化運動は1974年1月に布告された緊急措置1号と民青学連事件に関連して同年4月に布告された4号によって封殺された。しかし、8月に緊急措置が解除されると民主化運動は再び盛り上がり、野党や学生、宗教人、ジャーナリストなど様々な分野で活発な運動が展開された。11月27日、尹潽善（前大統領）や兪鎮午（元新民党総裁、憲法学者）、金泳三（新民党総裁）、梁一東（民主統一党代表）、咸錫憲（宗教家）、千寛宇（言論人）、尹亨重（宗教家）、李丙璘（法律家）、李兌榮（法律家）など各界の代表者71名がソウル市鐘路のキリスト教会館に集まって、民主回復宣言大会を開催した。この場で「民主回復国民会議」の発足が決議された。大会では、現行憲法の合理的手続きを経たうえでの民主憲法への改正、服役・拘束・軟禁中の政治犯すべての釈放と政治的権利の回復、言論の自由保障など6項目からなる「国民宣言」を採択した。そして同年12月25日、民主回復国民会議はソウルYMCA会館で創立大会を開き正式に発足した。代表委員として尹享重（常任代表委員）・李丙璘・李兌榮・梁一東・咸錫憲など10名が、洪性宇・韓勝憲・咸世雄など6名が運営委員となった。また顧問には尹潽善、金大中など18名が顧問に選出された。
正式発足から3ヶ月後の75年3月までに7市道と20余の市郡で支部が結成された。国民会議は民主化運動勢力の中心勢力として、2月12日に行われた維新憲法への賛否を問うための国民投票に対するボイコット運動、捜査機関によって強制された自白、陳述書や覚書の無効を宣言する良心宣言運動などを展開した。しかし、国民宣言に署名した大学教授の罷免や、国民会議の運営に携わっていた弁護士を連行するなど発足当初から政府による厳しい弾圧を受けた。1975年5月の緊急措置9号の宣布で、国民会議の活動は完全に封じられてしまった。

## 民主回復国民宣言署名者
| 類別           | 氏名                                                                                   |
| -------------- | -------------------------------------------------------------------------------------- |
| 元老           | 尹潽善、白楽濬、李仁、金弘壱、兪鎮午、鄭一亨、鄭華岩                                   |
| 独立闘士       | 金載浩、安在煥、劉錫鉉                                                                 |
| 制憲議員       | 陳憲植、宋鎮百、黄虎鉉                                                                 |
| カトリック     | 尹亨重、咸世雄、申鉉奉、金沢岩、安忠錫、楊弘、李昌馥、朴祥来                           |
| プロテスタント | 金在俊、咸錫憲、姜信明、姜元龍、金観錫、尹攀熊、趙香禄、李相麟、朴昌均、姜基哲、桂勲悌 |
| 仏教           | 法頂                                                                                   |
| 学界           | 李熙昇、鄭錫海、李東華、全景淵、朴鳳珢、徐南同、文東煥、安炳茂                         |
| 文人           | 李軒求、金廷漢、朴淵禧、金奎東、白楽晴、高銀、金潤洙、金炳傑、洪思重                   |
| 言論人         | 千寛宇、李泳禧、張龍鶴、金容九、夫琓爀、任在慶                                         |
| 法曹人         | 李丙璘、洪性宇、黄仁喆、韓勝憲、林炚圭                                                 |
| 女性           | 李兌榮、孔徳貴、李愚貞、金正礼                                                         |
| 政治人         | 金泳三、梁一東、安弼洙、高興門、尹済述、金哲                                           |